# 韋丘拉夫肯湖
39°46′12″S 71°22′48″W / 39.77000°S 71.38000°W

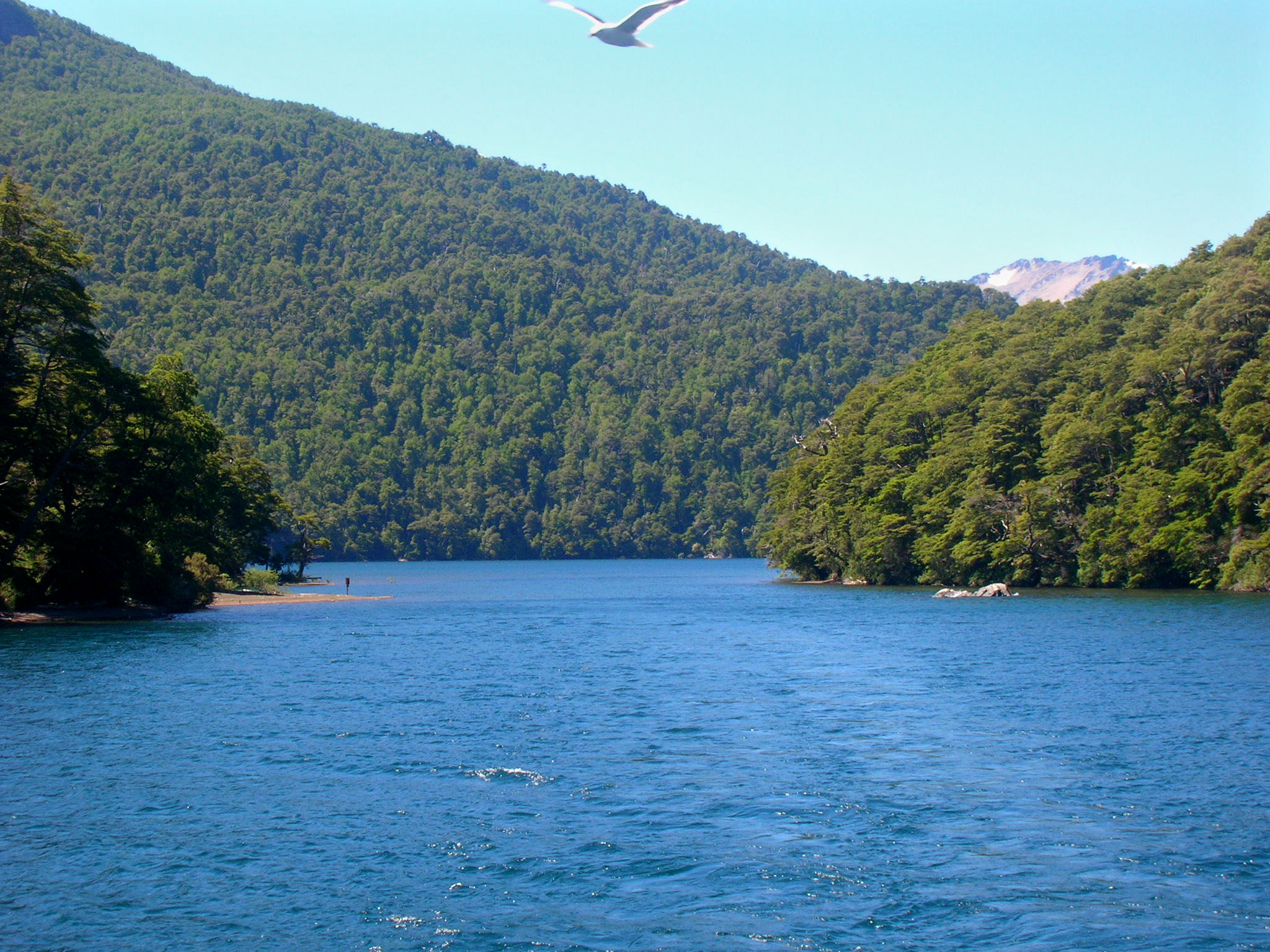
韋丘拉夫肯湖

韋丘拉夫肯湖（西班牙語：Lago Huechulafquen）是阿根廷的湖泊，位於拉寧國家公園，由內烏肯省負責管轄，距離聖馬丁德洛斯安第斯60公里，長30公里、寬5公里，面積104平方公里。